# Amparo Soler Leal
Pour les articles homonymes, voir Leal.
Amparo Soler Leal, est une actrice espagnole née le 23 août 1933 à Madrid et morte le 25 octobre 2013 à Barcelone.

## Biographie
En 1995, elle reçoit la Médaille d'or du mérite des beaux-arts par le Ministère de l'Éducation, de la Culture et des Sports.

## Filmographie
- 1952 : Puebla de las mujeres de Antonio del Amo
- 1953 : Así es Madrid de Luis Marquina
- 1961 : Vamos a contar mentiras d'Antonio Isasi-Isasmendi
- 1961 : Échec au cyanure (Usted puede ser un asesino) de José María Forqué
- 1961 : Plácido de Luis García Berlanga
- 1962 : El grano de Mostaza de José Luis Sáenz de Heredia
- 1962 : Vuelve San Valentín de Fernando Palacios
- 1962 : La gran familia de Fernando Palacios
- 1962 : La Becerrada de José María Forqué
- 1963 : Confidencias de un marido de Francisco Prósper
- 1964 : Le Voleur du Tibidabo de Maurice Ronet
- 1964 : La barca sin pescador de Josep Maria Forn
- 1965 : Amador de Francisco Regueiro
- 1965 : La Familia y... uno más de Fernando Palacios
- 1967 : Las que tienen que servir de José María Forqué
- 1967 : Le Diable sous l'oreiller (Un diablo bajo la almohada) de José María Forqué
- 1968 : Estudio amueblado 2.P. de José María Forqué
- 1968 : Flash 20 de Félix Martialay (court-métrage)
- 1971 : El bosque del lobo de Pedro Olea
- 1972 : Le Charme discret de la bourgeoisie de Luis Buñuel
- 1972 : Marianela d'Angelino Fons
- 1972 : Casa Flora de Tito Fernández
- 1973 : El amor del capitán Brando de Jaime de Armiñán
- 1974 : Grandeur nature (Tamaño natural) de Luis García Berlanga
- 1974 : Una mujer prohibida de José Luis Ruiz Marcos
- 1974 : Los nuevos españoles de Roberto Bodegas
- 1975 : Jo, papá (ca) de Jaime de Armiñán
- 1975 : L'Infidèle (La adúltera) de Roberto Bodegas
- 1975 : Nosotros que fuimos felices d'Antonio Drove
- 1975 : Una tarde con Dorita amor de Diego Galán (court-métrage)
- 1976 : Vuelve, querida Nati de José María Forqué
- 1976 : Retrato de familia d'Antonio Giménez Rico
- 1977 : Ma fille Hildegart de Fernando Fernán Gómez
- 1978 : La fascista, la beata y su hija desvirgada de Joaquín Coll Espona
- 1978 : Jugando a papás de Joaquín Coll Espona
- 1978 : La Carabine nationale (La escopeta nacional) de Luis García Berlanga
- 1978 : Vámonos, Bárbara de Cecilia Bartolomé
- 1979 : Mamá, levántate y anda d'Andrés Velasco
- 1979 : Los fieles sirvientes de Francesc Betriu
- 1980 : Le Crime de Cuenca (El crimen de Cuenca) de Pilar Miró
- 1980 : El divorcio que viene de Pedro Masó
- 1980 : Gary Cooper, qui es aux cieux (Gary Cooper, que estás en los cielos) de Pilar Miró
- 1980 : Patrimonio Nacional de Luis García Berlanga
- 1981 : 127 millones libres de impuestos de Pedro Masó
- 1981 : Las aventuras de Enrique y Ana de Tito Fernández
- 1981 : Tac-tac (Han violado a una mujer) de Luis Alcoriza
- 1982 : Martes y trece... ni te cases ni te embarques de Javier Aguirre
- 1982 : Nacional III de Luis Garcia Berlanga
- 1982 : Bearn ou la Chambre des poupées (Bearn o La sala de las muñecas) de Jaime Chavarri
- 1983 : Les Bicyclettes sont pour l'été (Las bicicletas son para el verano) de Jaime Chávarri
- 1984 : La vaquilla de Luis García Berlanga
- 1984 : Qu'est-ce que j'ai fait pour mériter ça ? (¿Qué he hecho yo para merecer esto?) de Pedro Almodóvar
- 1986 : Hay que deshacer la casa de José Luis García Sánchez
- 1986 : Cara de acelga de José Sacristán
- 1989 : Sauna d'Andreu Martín
- 1990 : La teranyina d'Antoni Verdaguer
- 1991 : Les apariències enganyen de Carles Balagué
- 1991 : Els papers d’Aspern de Jordi Cadena
- 1993 : Todos a la cárcel de Luis García Berlanga
- 1993 : Cenizas a las cenizas de Miguel Albaladejo (court-métrage)
- 1995 : Puede ser divertido de Azucena Rodríguez
- 1996 : El ángel de la guarda de Santiago Matallana
- 1997 : Polvo eres de Carles Sans (court-métrage)
- 1999 : París Tombuctú de García Berlanga
- 2003 : Janis et John de Samuel Benchetrit